# Плугерневель
Плугерневе́ль (фр. Plouguernével, брет. Plougernevel) — коммуна во Франции, находится в регионе Бретань. Департамент — Кот-д’Армор. Входит в состав кантона Ростренен. Округ коммуны — Генган.
Код INSEE коммуны — 22220.

## География
Коммуна расположена приблизительно в 420 км к западу от Парижа, в 120 км западнее Ренна, в 50 км к юго-западу от Сен-Бриё.

## Население
Население коммуны на 2016 год составляло 1 711 человек.
| 1962 | 1968 | 1975 | 1982 | 1990 | 1999 | 2010 | 2016 |
| ---- | ---- | ---- | ---- | ---- | ---- | ---- | ---- |
| 2426 | 2888 | 3342 | 3585 | 3255 | 2218 | 1759 | 1711 |

## Администрация
| Период | Период | Фамилия     | Партия                  | Примечания                                     |
| ------ | ------ | ----------- | ----------------------- | ---------------------------------------------- |
| 2001   | 2008   | Пьер Ле Гуэ | Разные правые           |                                                |
| 2008   |        | Ален Геген  | Социалистическая партия | медицинский работник, член совета департамента |

## Экономика

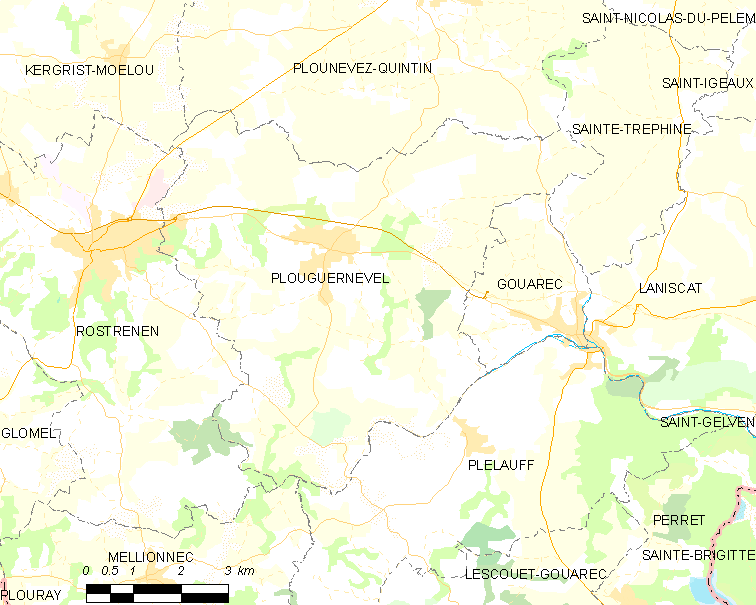
Карта коммуны

В 2007 году среди 1200 человек в трудоспособном возрасте (15—64 лет) 774 были экономически активными, 426 — неактивными (показатель активности — 64,5 %, в 1999 году было 60,0 %). Из 774 активных работали 727 человек (378 мужчин и 349 женщин), безработных было 47 (24 мужчины и 23 женщины). Среди 426 неактивных 81 человек были учениками или студентами, 120 — пенсионерами, 225 были неактивными по другим причинам.